# セルヒオ・ブスケツ
- セルヒオ・ブスケッツ
- セルジオ・ブスケッツ
- セルジオ・ブスケツ

セルヒオ・ブスケツ・ブルゴス（Sergio Busquets Burgos, 1988年7月16日 - ）は、スペイン・カタルーニャ州サバデイ出身のサッカー選手。メジャーリーグサッカー・インテル・マイアミCF所属。元スペイン代表。ポジションはMF。
2008年にバルセロナに加入して以来、クラブ歴代3位となる合計722試合に出場し、9つのラ・リーガタイトル、3つのチャンピオンズリーグを含む32のタイトルを獲得。ピッチの幅と奥行きを常に把握する世界最高峰のアンカーであり、「バルセロナの心臓」と称された。
父は1990年代にバルセロナに在籍したGKのカルレス・ブスケツ・バロッソ。

## クラブ経歴

### バルセロナ
2005年夏にウニオ・ジャバックからバルセロナの下部組織に加わり、2006-07シーズンはボージャン・クルキッチ、ジョバニ・ドス・サントス、ジェフレン・スアレス、マルク・クロサスらとともにフベニルAで26試合に出場して7得点を決めた。2007-08シーズンはジョゼップ・グアルディオラ監督率いるバルセロナBでプレーし、32試合出場して1得点を挙げて、テルセーラ・ディビシオン（4部）に所属していたチームのセグンダ・ディビシオンB（3部）復帰に貢献した。また、コパ・カタルーニャではトップチームの選手として初出場した。
2008-09シーズンはFCバルセロナBで2試合に出場した後、2008年9月13日のラシン・サンタンデール戦でプリメーラ・ディビシオン（1部）初出場を果たした。UEFAチャンピオンズリーグのグループリーグ、バーゼル戦（5-0でバルセロナが勝利）ではチームの2点目を決め、これが欧州カップ戦での初得点となった。12月には同大会のFCシャフタール・ドネツク戦でもゴールを決めている。アマチュア契約であったことから、アーセナルやリヴァプールなどプレミアリーグのビッグクラブが彼に食指を動かしたが、12月22日には2013年までのプロ契約を結び、違約金は8000万ユーロに設定された。2009年3月7日、2-0で勝利したビルバオ戦でリーグ戦初ゴールを決めた。UEFAチャンピオンズリーグ決勝のマンチェスター・ユナイテッド戦には先発出場して勝利し、親子が同一クラブで欧州カップ戦のトロフィーを勝ち取った3度目の事例になった（他の2組はレアル・マドリードのマヌエル・サンチス・マルティネスとマヌエル・サンチス・オンティジュエロ、ACミランのチェーザレ・マルディーニとパオロ・マルディーニ）。
2009-10シーズンも調子が良く、グアルディオラ監督は彼をヤヤ・トゥーレよりも好んで中盤の底の位置に起用した。UEFAチャンピオンズリーグ準決勝のインテル戦2ndレグでは、相手MFティアゴ・モッタがブスケツの顔をはたいたとして退場処分が言い渡された。しかし、ピッチ上に倒れたブスケツが顔を覆った手の隙間から主審の判定を覗き見していたことが明らかになり、大げさに倒れたのではないかとして議論を醸した。それまで5番を着用していたカルレス・プジョルの引退に伴い、2014-15シーズンから背番号を16番から5番に変更した。2018-19シーズン、12月のチャンピオンズリーグ、トッテナム戦でチャンピオンズリーグ100試合出場を果たした。2020-21シーズン、2021年1月9日のグラナダ戦でバルセロナでの通算600試合出場を果たした。
2021-22シーズンは、2021年8月にキャプテンであったリオネル・メッシが退団したことで、ブスケツはチームの新キャプテンに選ばれた。
2022-23シーズン、2023年1月12日に行われたスーペルコパ・デ・エスパーニャ準決勝、ベティス戦に後半途中から出場したことで、バルセロナでの通算700試合出場を果たした。これにより、メッシとシャビに次ぐバルセロナでの公式通算700試合を達成した3人目の選手となった。3月19日に行われた第26節のレアル・マドリード戦でブスケツは先発出場した。これによりエル・クラシコの歴史の中で最も多く出場した選手となった。
2022-23シーズン契約満了で退団する事がクラブ公式サイトで発表された。

### インテル・マイアミ
2023年6月23日、インテル・マイアミが獲得を発表。契約期間は2年半となっている。

## 代表経歴
2008年10月11日、UEFA U-21欧州選手権のプレーオフ第1戦、スイス戦でU-21スペイン代表デビューし、17分には得点も記録した。2009年2月にはイングランド戦のためにスペインA代表に招集されたが、出場機会はなかった。2009年4月1日、2010 FIFAワールドカップ・ヨーロッパ予選のトルコ戦で、ダビド・シルバに代わり16分間プレーし、スペインA代表デビューを果たした。ビセンテ・デル・ボスケ監督が率いるスペイン代表の一員として臨んだ2010 FIFAワールドカップではレギュラーとして全試合に出場し、スペイン代表の初優勝に貢献した。
2014年、2014 FIFAワールドカップではグループリーグの2試合に先発出場したが、決勝トーナメントに進出出来ずに終わる。9月8日のUEFA EURO 2016予選、マケドニア戦で代表初得点を挙げた。
2017年10月9日、2018 FIFAワールドカップ・ヨーロッパ予選のイスラエル戦で代表通算100試合出場を達成した。2018年、2018 FIFAワールドカップではグループリーグの3試合に出場、初戦のポルトガル戦ではダビド・シルバのクロスをヘディングで折り返し、ジエゴ・コスタの同点弾をアシストした。
2021年、EURO 2020では大会直前に新型コロナウイルスに感染、この影響でグループステージ第3戦のスロバキア戦まで出場出来なかったが、その試合でMOMに選ばれるプレーでチームの決勝トーナメント進出に貢献した。
2022年11月11日、2022 FIFAワールドカップに臨むメンバーの1人に選ばれた。決勝トーナメント1回戦のモロッコ戦ではカルロス・ソレールと共にPKをセーブされてチームは敗退した。12月16日、スペイン代表からの引退を発表した。

## プレースタイル

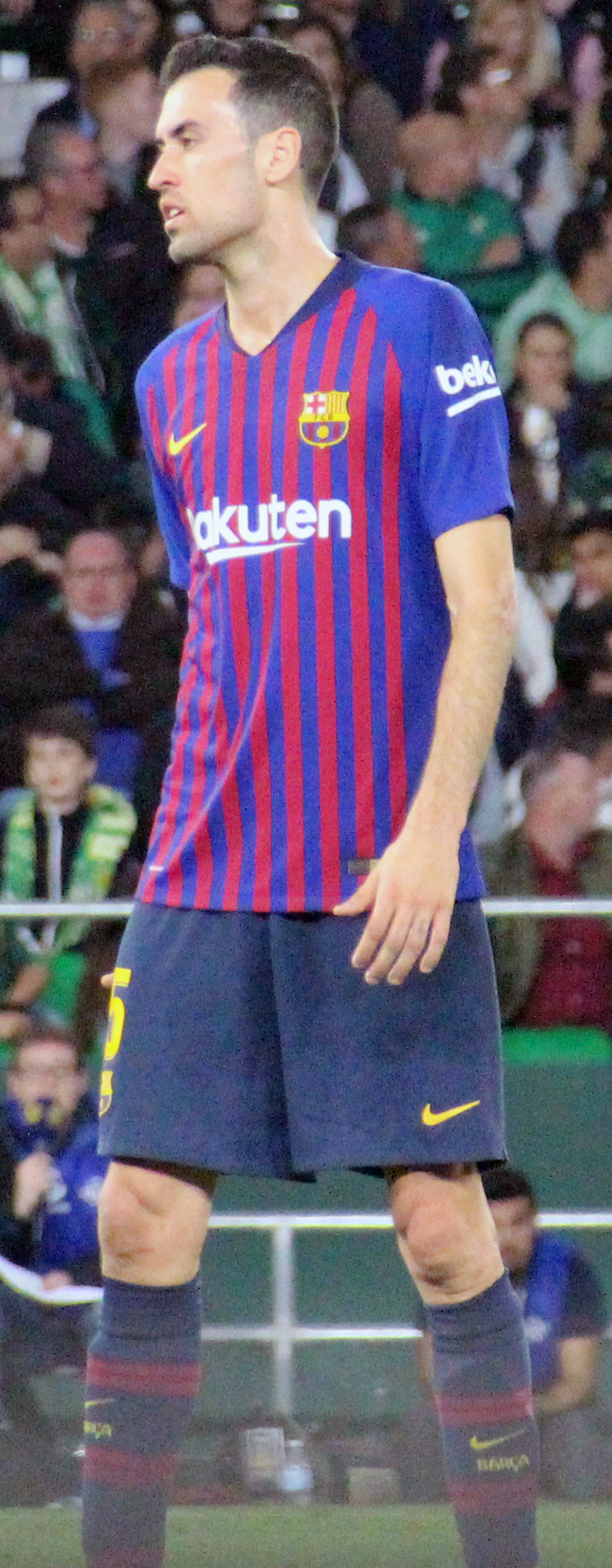
バルセロナでのブスケツ(2019年)

試合中は派手なテクニックを披露するわけではなく、一見地味に見えるプレーを徹底するため最も過小評価されている選手の一人ともされる。
同世代の中で最高のミッドフィールダーであり、史上最高のディフェンシブミッドフィールダーの一人として広く知られている。
中盤の底でパスを的確に散らして数的優位をつくり、ときにはDFラインまで下がってビルドアップをサポートする攻守の要を非常に高いレベルでこなすことができる。細身ながら球際に強く激しいチャージで敵からボールを奪い取る。セカンドボールからの攻撃も素早い。
ビルドアップ時には2人のセンターバックの間に入って3バックを形成し両サイドバックに高い位置を保たせる。またセンターバックとインサイドハーフの間で攻撃の起点ともなりチームトップのボールタッチ数を記録することもある。UEFAチャンピオンズリーグ 2018-19シーズンでは全選手中最多の927本のパスとパス成功率93%を記録した。
「ボールを受け、出す」という単純なプレーにおいて、そのスピードと精度に高い評価を得ている。プレッシング戦術が浸透し、ビルドアップに使われる時間と空間が削られる中、ブスケツは他の追随を許さないパス出しの速さと優れたビジョンによってそれを掻い潜り、味方を輝かせる事ができる。

## 評価
- ディエゴ・シメオネは「MFについてはお手本としてバルセロナのセルヒオ・ブスケツを挙げたい。素晴らしい中盤で天才だ。チームが必要とするプレーをし、だが同時にチームが彼を偉大な選手にしている。自己顕示欲を抑えられるというのは才能だ」と絶賛している[22]。
- ヨハン・クライフはデビュー当時のブスケツを見て「彼はボールを持っていてもいなくてもベテランのようだ。ボールを持っていれば難しいことを簡単に見せてくれるし彼は1回か2回のタッチでボールを処分する。ボールを持っていなくても、彼は私たちに教訓を与えてくれて、インターセプトするのに適切な場所で、ボールを取り戻すためだけに走る」と語った。
- 中村憲剛はブスケツを現代最高のボランチと評する。攻撃守備共にポジショニングの上手さとパスコースを読む力の凄さを挙げている[27]。

## エピソード
2011年3月に、出身地であるバディア・デル・バジェスのムニシパル・スタジアムに、ブスケツの名が冠されることが発表された。このスタジアムはブスケツもかつてプレーした場所であり、ブスケツは発表セレモニーに出席し喜びを語った。
2022年ワールドカップカタール大会の日本ースペイン戦では、両チームのキャプテンを務めたブスケツと日本のDF吉田麻也が瓜二つだと、国内外のサッカーファンの間で話題になった。2人は生年や身長も同じである。

## 個人成績
2023年6月24日現在
| クラブ     | シーズン | ディビジョン | リーグ戦 | リーグ戦 | 国内カップ戦     | 国内カップ戦     | 国内カップ戦 | 国内カップ戦 | UEFA | UEFA | UEFA | UEFA | UEFA       | UEFA       | FIFA クラブW杯 | FIFA クラブW杯 | 通算 | 通算 |
| クラブ     | シーズン | ディビジョン | リーグ戦 | リーグ戦 | コパ・デル・レイ | コパ・デル・レイ | スーペルコパ | スーペルコパ | CL   | CL   | EL   | EL   | スーパー杯 | スーパー杯 | FIFA クラブW杯 | FIFA クラブW杯 | 通算 | 通算 |
| クラブ     | シーズン | ディビジョン | 出場     | 得点     | 出場             | 得点             | 出場         | 得点         | 出場 | 得点 | 出場 | 得点 | 出場       | 得点       | 出場           | 得点           | 出場 | 得点 |
| ---------- | -------- | ------------ | -------- | -------- | ---------------- | ---------------- | ------------ | ------------ | ---- | ---- | ---- | ---- | ---------- | ---------- | -------------- | -------------- | ---- | ---- |
| バルセロナ | 2008-09  | プリメーラ   | 24       | 1        | 9                | 0                | -            | -            | 8    | 2    | -    | -    | -          | -          | -              | -              | 41   | 3    |
| バルセロナ | 2009-10  | プリメーラ   | 33       | 0        | 4                | 0                | 2            | 0            | 10   | 0    | -    | -    | 1          | 0          | 2              | 1              | 52   | 1    |
| バルセロナ | 2010-11  | プリメーラ   | 28       | 1        | 5                | 0                | 1            | 0            | 12   | 0    | -    | -    | -          | -          | -              | -              | 46   | 1    |
| バルセロナ | 2011-12  | プリメーラ   | 31       | 1        | 8                | 0                | 1            | 0            | 10   | 1    | -    | -    | 1          | 0          | 1              | 0              | 52   | 2    |
| バルセロナ | 2012-13  | プリメーラ   | 31       | 1        | 4                | 0                | 2            | 0            | 8    | 0    | -    | -    | -          | -          | -              | -              | 45   | 1    |
| バルセロナ | 2013-14  | プリメーラ   | 32       | 1        | 5                | 1                | 2            | 0            | 9    | 1    | -    | -    | -          | -          | -              | -              | 48   | 3    |
| バルセロナ | 2014-15  | プリメーラ   | 33       | 1        | 4                | 0                | -            | -            | 10   | 0    | -    | -    | -          | -          | -              | -              | 47   | 1    |
| バルセロナ | 2015-16  | プリメーラ   | 35       | 0        | 5                | 0                | 1            | 0            | 9    | 0    | -    | -    | 1          | 0          | 2              | 0              | 53   | 0    |
| バルセロナ | 2016-17  | プリメーラ   | 33       | 0        | 5                | 0                | 2            | 0            | 8    | 0    | -    | -    | -          | -          | -              | -              | 48   | 0    |
| バルセロナ | 2017-18  | プリメーラ   | 31       | 1        | 7                | 0                | 2            | 0            | 10   | 0    | -    | -    | -          | -          | -              | -              | 50   | 1    |
| バルセロナ | 2018-19  | プリメーラ   | 35       | 0        | 6                | 0                | 1            | 0            | 12   | 0    | -    | -    | -          | -          | -              | -              | 54   | 0    |
| バルセロナ | 2019-20  | プリメーラ   | 33       | 2        | 2                | 0                | 1            | 0            | 7    | 0    | -    | -    | -          | -          | -              | -              | 43   | 2    |
| バルセロナ | 2020-21  | プリメーラ   | 36       | 0        | 6                | 0                | 2            | 0            | 6    | 0    | -    | -    | -          | -          | -              | -              | 50   | 0    |
| バルセロナ | 2021-22  | プリメーラ   | 36       | 2        | 2                | 0                | 1            | 0            | 6    | 0    | 6    | 1    | -          | -          | -              | -              | 51   | 3    |
| バルセロナ | 2022-23  | プリメーラ   | 30       | 0        | 5                | 0                | 2            | 0            | 4    | 0    | 1    | 0    | -          | -          | -              | -              | 42   | 0    |
| バルセロナ | 通算     | 通算         | 481      | 11       | 77               | 1                | 20           | 0            | 129  | 4    | 7    | 1    | 3          | 0          | 5              | 1              | 722  | 18   |
| 総通算     | 総通算   | 総通算       | 481      | 11       | 77               | 1                | 20           | 0            | 129  | 4    | 7    | 1    | 3          | 0          | 5              | 1              | 722  | 18   |

| クラブ      | シーズン | リーグ                   | リーグ戦 | リーグ戦 | 合計 | 合計 |
| クラブ      | シーズン | リーグ                   | 出場     | 得点     | 出場 | 得点 |
| ----------- | -------- | ------------------------ | -------- | -------- | ---- | ---- |
| バルセロナB | 2007-08  | テルセーラ・ディビシオン | 23       | 2        | 23   | 2    |
| バルセロナB | 2008-09  | セグンダ・ディビシオンB  | 2        | 0        | 2    | 0    |
| 総通算      | 総通算   | 総通算                   | 25       | 2        | 25   | 2    |

## 代表歴

### 出場大会
- スペイン代表
  - 2009年 - FIFAコンフェデレーションズカップ2009（3位）
  - 2010年 - 2010 FIFAワールドカップ（優勝）
  - 2012年 - UEFA EURO 2012（優勝）
  - 2013年 - FIFAコンフェデレーションズカップ2013（準優勝）
  - 2014年 - 2014 FIFAワールドカップ（グループリーグ敗退）
  - 2016年 - UEFA EURO 2016（ベスト16）
  - 2018年 - 2018 FIFAワールドカップ（ベスト16）
  - 2018年 - UEFAネーションズリーグ2018-19
  - 2021年 - UEFA EURO 2020（ベスト4）
  - 2022年 - 2022 FIFAワールドカップ（ベスト16）

### 試合数
- 国際Aマッチ 143試合 2得点（2009年 - 2022年）[31]

| スペイン代表 | 国際Aマッチ | 国際Aマッチ |
| 年           | 出場        | 得点        |
| ------------ | ----------- | ----------- |
| 2009         | 10          | 0           |
| 2010         | 16          | 0           |
| 2011         | 11          | 0           |
| 2012         | 14          | 0           |
| 2013         | 12          | 0           |
| 2014         | 11          | 2           |
| 2015         | 8           | 0           |
| 2016         | 12          | 0           |
| 2017         | 8           | 0           |
| 2018         | 9           | 0           |
| 2019         | 5           | 0           |
| 2020         | 4           | 0           |
| 2021         | 13          | 0           |
| 2022         | 10          | 0           |
| 通算         | 143         | 2           |

### 得点
| # | 開催日         | 開催地                                           | 対戦国       | スコア | 結果 | 大会               |
| - | -------------- | ------------------------------------------------ | ------------ | ------ | ---- | ------------------ |
| 1 | 2014年9月8日   | バレンシア、エスタディオ・シウダ・デ・バレンシア | 北マケドニア | 3-1    | 5-1  | UEFA EURO 2016予選 |
| 2 | 2014年11月15日 | ウエルバ、エスタディオ・ヌエボ・コロンビーノ     | ベラルーシ   | 2-0    | 3-0  | UEFA EURO 2016予選 |

## タイトル

### クラブ
バルセロナ

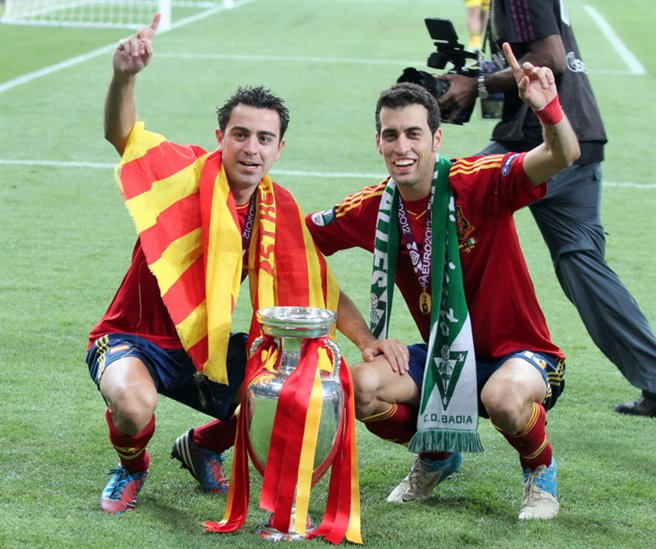
シャビ・エルナンデスとEURO 2012優勝を祝うブスケツ

- ラ・リーガ: 2008-09, 2009-10, 2010-11, 2012-13, 2014-15, 2015-16, 2017-18, 2018-19, 2022-23
- コパ・デル・レイ: 2008-09, 2011-12, 2014-15, 2015-16, 2016-17, 2017-18, 2020-21
- スーペルコパ・デ・エスパーニャ: 2009, 2010, 2011, 2013, 2016, 2018, 2022-23
- UEFAチャンピオンズリーグ: 2008-09, 2010-11, 2014-15
- UEFAスーパーカップ: 2009, 2011, 2015
- FIFAクラブワールドカップ: 2009, 2011, 2015

インテル・マイアミ
- リーグスカップ: 2023

### 代表
スペイン代表
- FIFAワールドカップ: 2010
- UEFA欧州選手権: 2012

### 個人
- LFPアワード:ブレイクスルー選手賞: 2009
- ブラヴォー賞: 2009
- UEFAチャンピオンズリーグベストチーム: 2014-15[32]